# Frederick Cresser
Frederick Cresser –conocido como Fred Cresser– fue un deportista estadunidense que compitió en remo. Participó en los Juegos Olímpicos de San Luis 1904, obteniendo una medalla de oro en la prueba de ocho con timonel.

## Palmarés internacional
| Juegos Olímpicos | Juegos Olímpicos          | Juegos Olímpicos | Juegos Olímpicos |
| Año              | Lugar                     | Medalla          | Prueba           |
| ---------------- | ------------------------- | ---------------- | ---------------- |
| 1904             | San Luis (Estados Unidos) | Medalla de oro   | Ocho con timonel |